# Strychnos setosa
Strychnos setosa är en tvåhjärtbladig växtart som beskrevs av B.A. Krukoff och R. Barneby. Strychnos setosa ingår i släktet Strychnos och familjen Loganiaceae. Inga underarter finns listade i Catalogue of Life.